# 李榮 (南唐慶宗)
李荣（？—？），唐末徐州人，李昪的父親，在战乱中失踪，去世得很早。李昪被杨行密的部将徐温养大。
939年，李昪改国号唐，他被尊為皇帝，廟號庆宗，諡號孝德皇帝。